# STS-132
STS-132は、2010年5月14日より26日まで行われたスペースシャトル アトランティスによる国際宇宙ステーション(ISS)利用補給ミッション(ULF4)である。

## ミッション内容
主な目的は、ロシアのミニ・リサーチ・モジュール1（MRM1）をISSに取り付けることである。また、三回の船外活動が行われP6トラスのバッテリー半分を交換した。ロシアのモジュールをスペースシャトルがISSに運搬することはこれが初めてである。
本飛行をもってアトランティスの運用は終了となる予定だったが、後にSTS-135での飛行が追加された。

## 乗組員
- ケネス・ハム（英語版） (2)— 船長
- ドミニク・アントネリ (2)— パイロット
- スティーブ・ボーエン（英語版） (2)— ミッションスペシャリスト
- マイケル・グッド（英語版） (2)[3]— ミッションスペシャリスト
- ピアーズ・セラーズ(3)— ミッションスペシャリスト
- ギャレット・リーズマン(2)— ミッションスペシャリスト

※ かっこ内の数字は、今回を含めたフライト経験数。

## エピソード
- 米海軍飛行隊のMutha Awardのトロフィーである、信楽焼の子連れ狸が同乗した。[4]

## ギャラリー

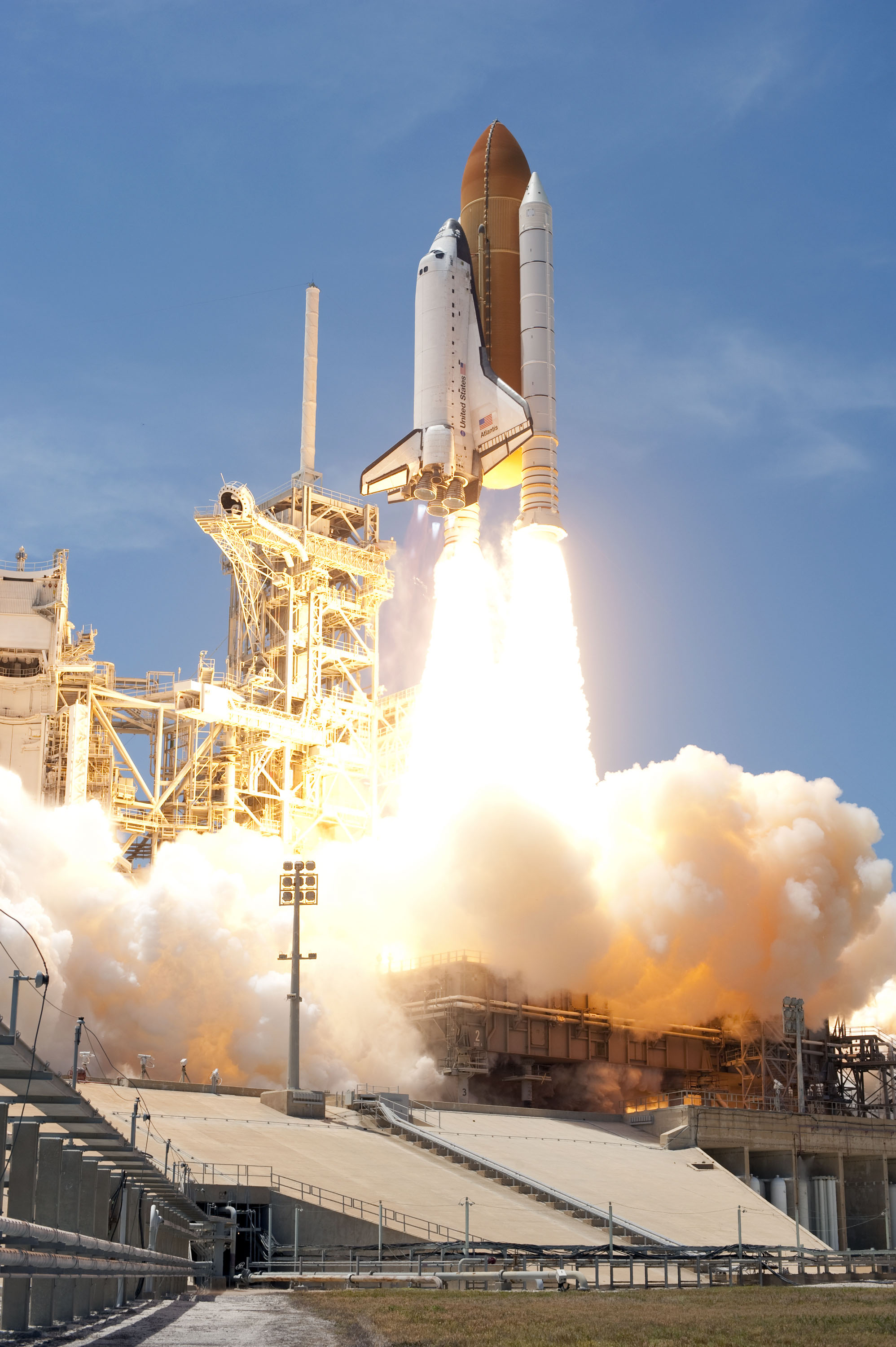
打ち上げ
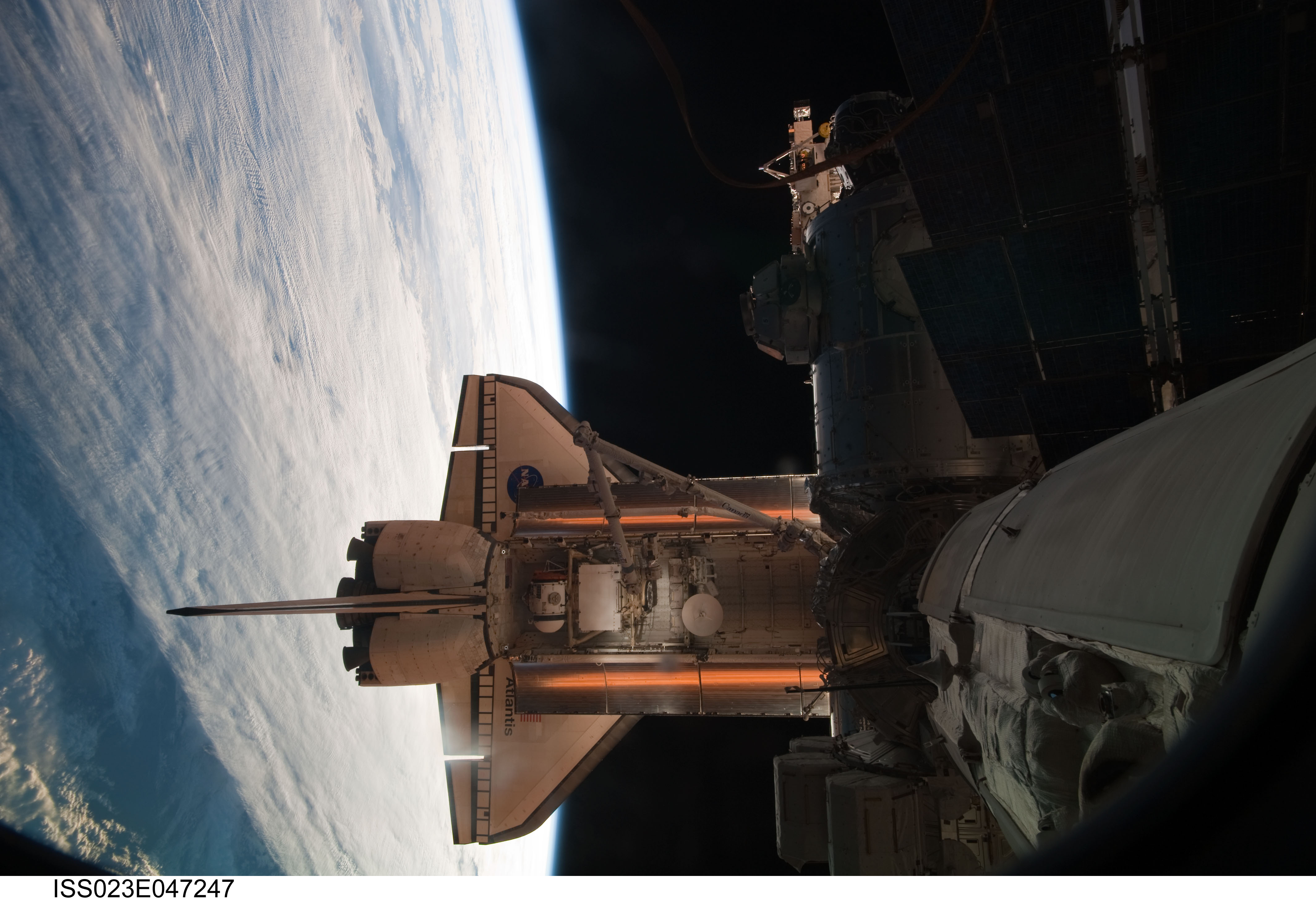
ドッキング
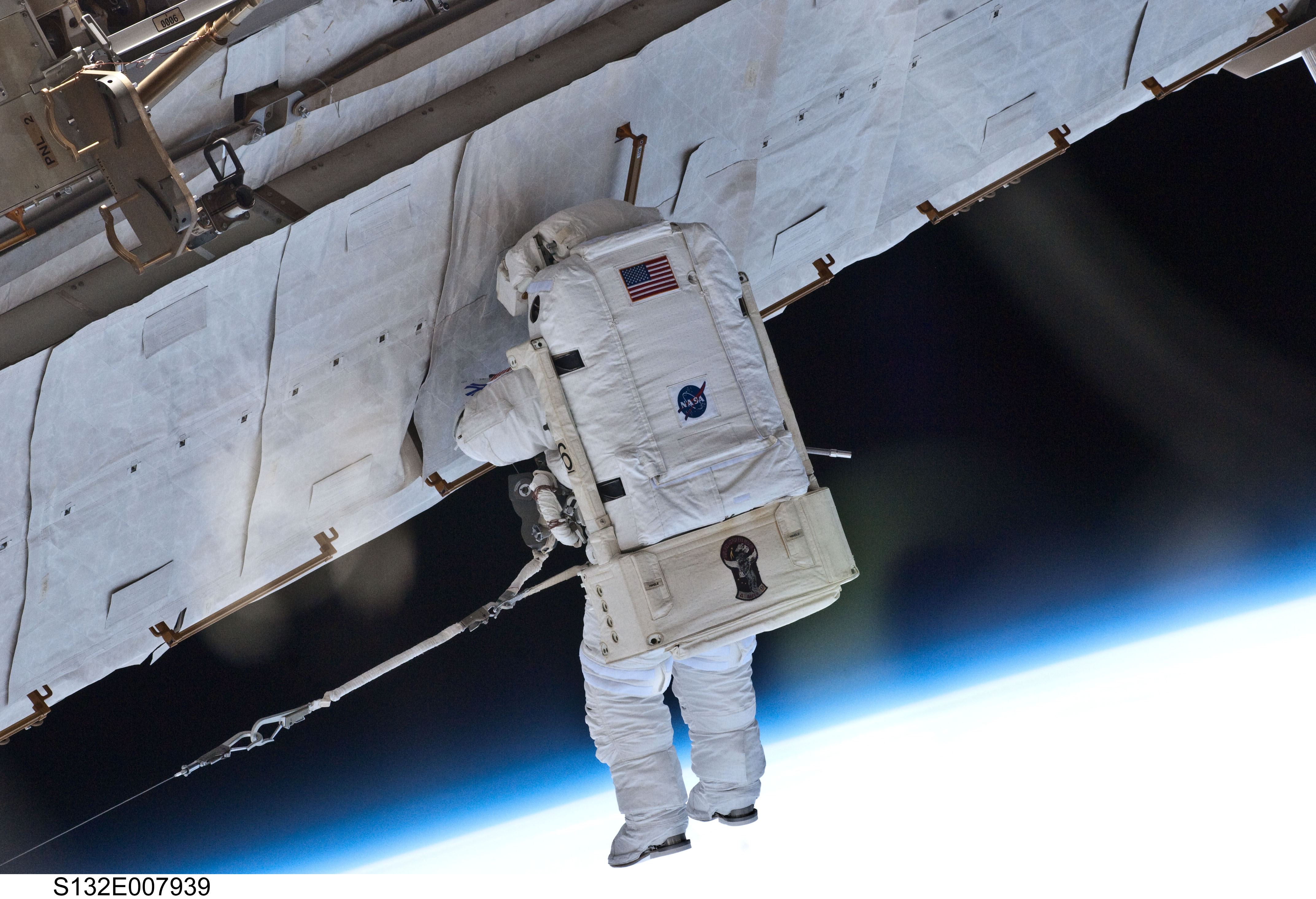
第一回船外活動
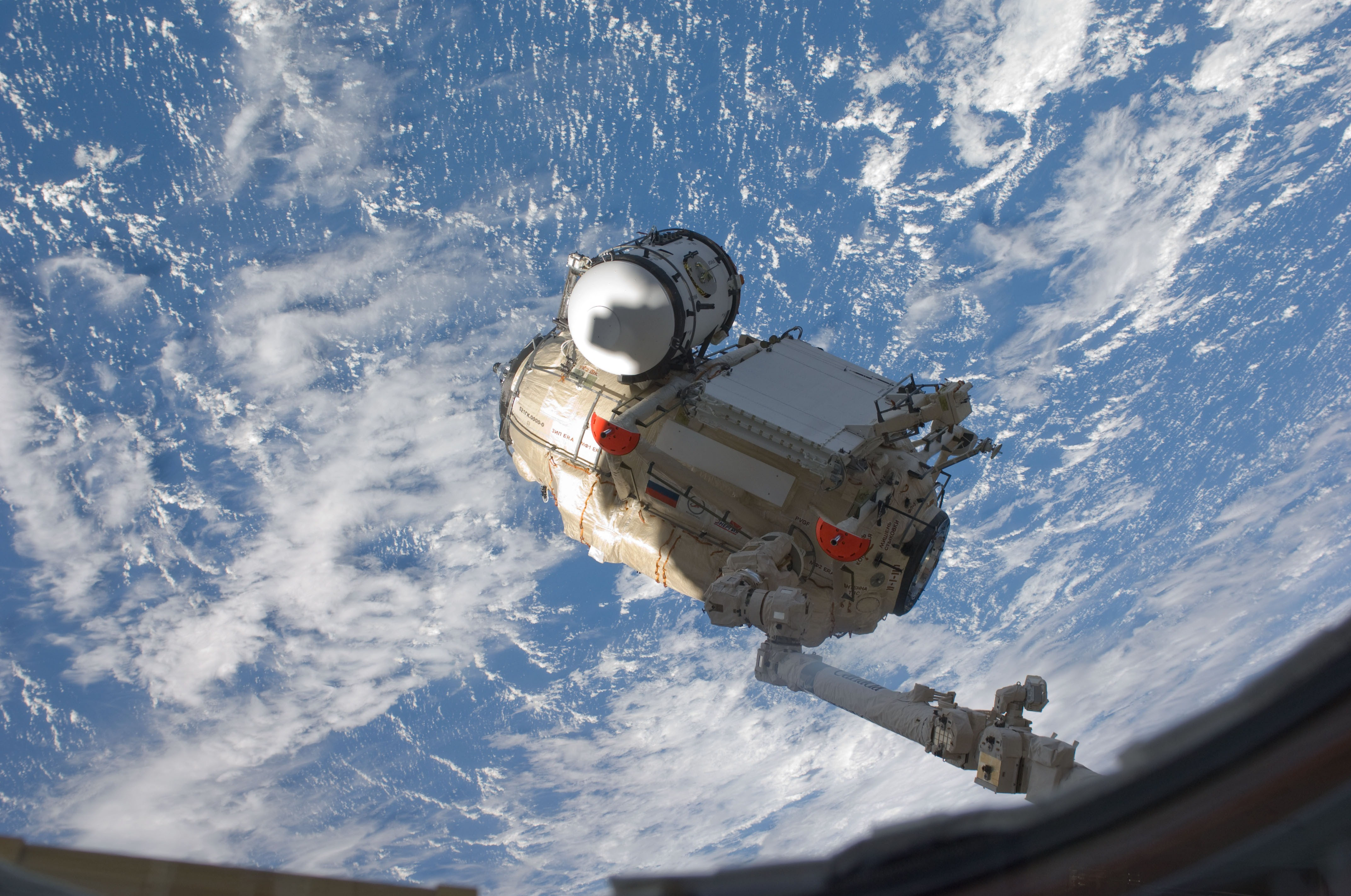
MRM1の取り付け
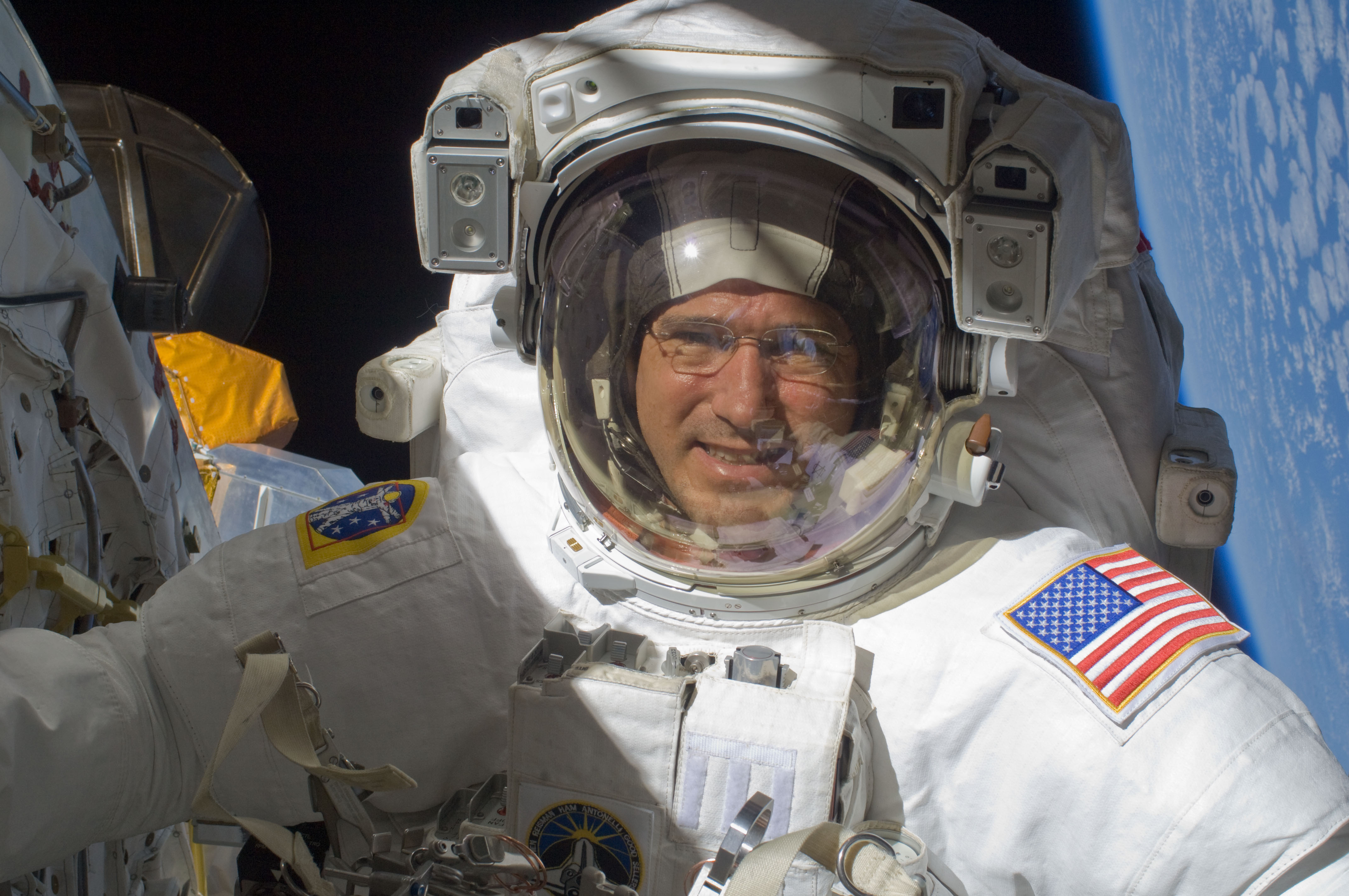
船外活動中のグッド飛行士
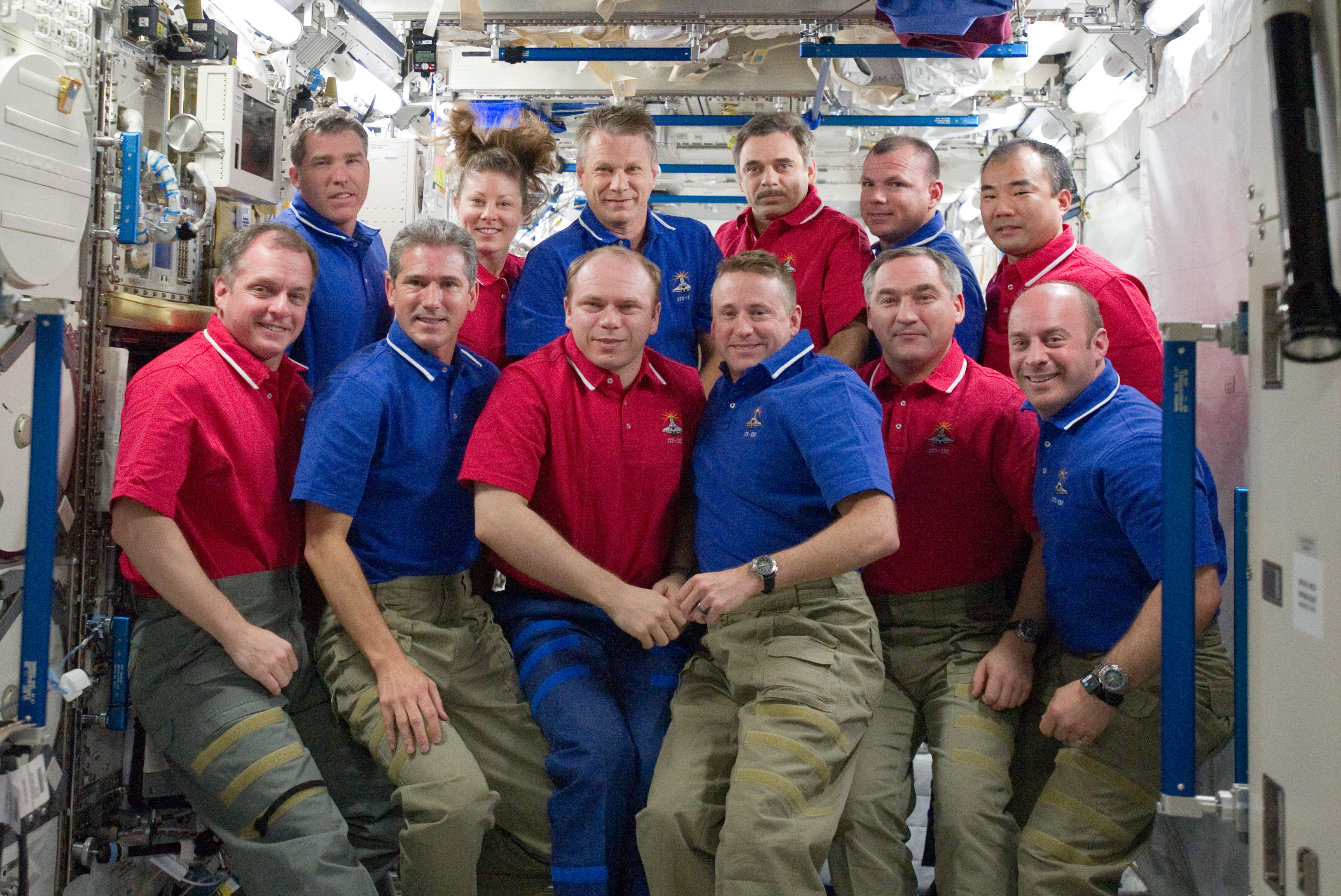
集合写真(青服がシャトル乗務員)
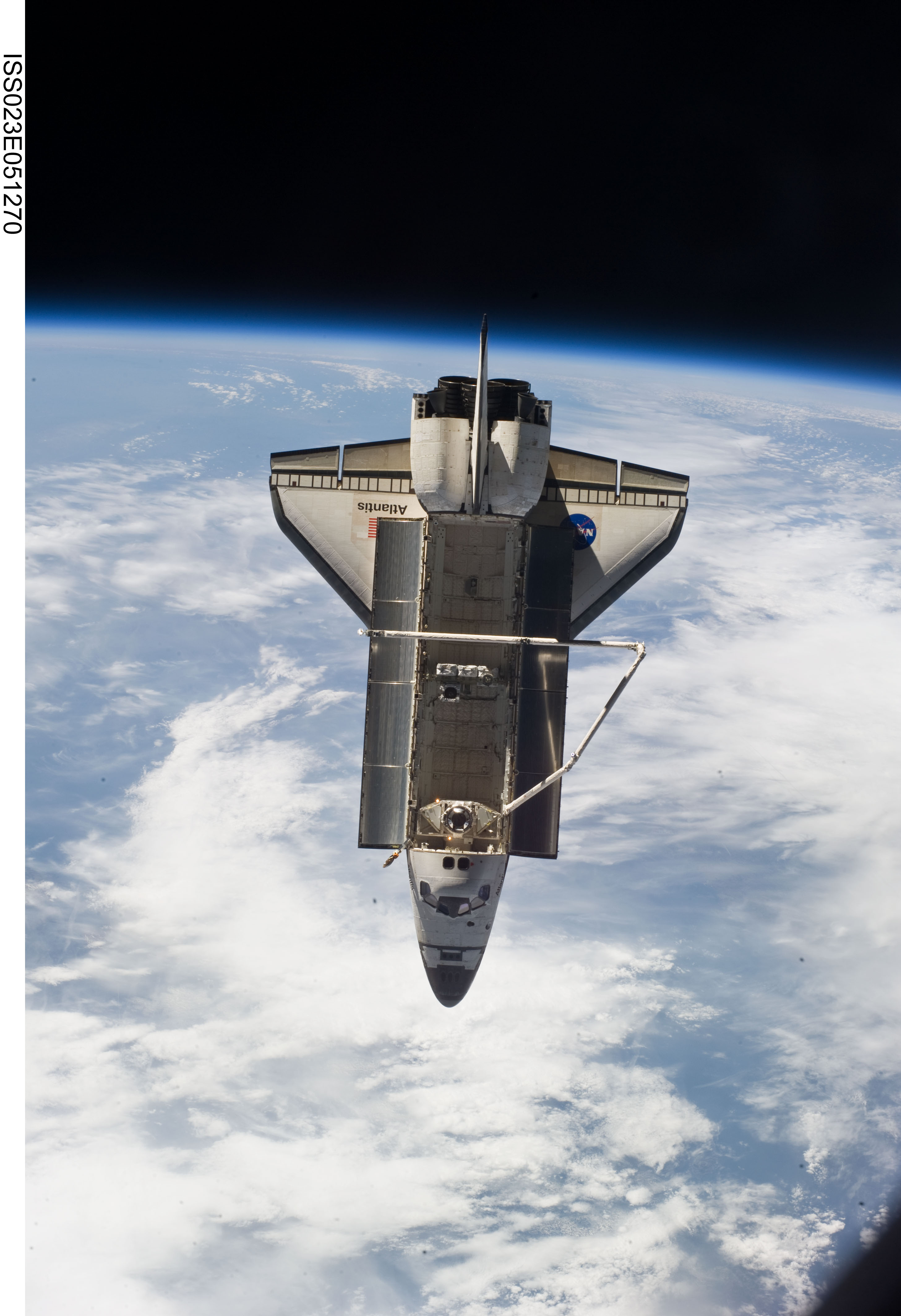
ステーションから離脱するアトランティス
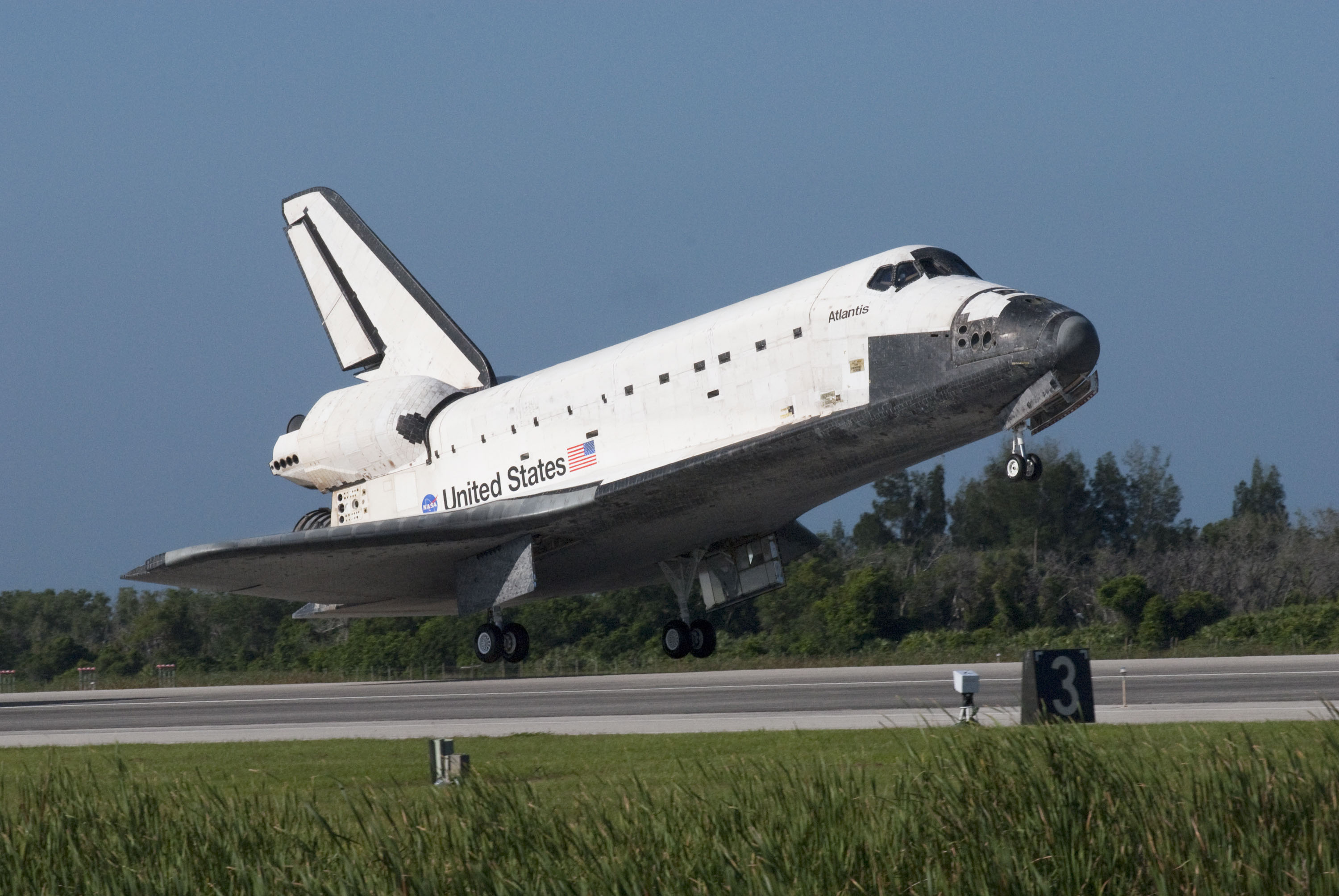
着陸